# شینیا هاتاته
شینیا هاتاته (ژاپنی: 旗手 真也؛ زادهٔ ۱۳ اکتبر ۱۹۸۳) یک بازیکن فوتبال اهل ژاپن است.
از باشگاه‌هایی که در آن بازی کرده‌است می‌توان به باشگاه فوتبال ناگانو پارسیرو اشاره کرد.